# Мороз, Николай Степанович
Николай Степанович Мороз (8 декабря 1924 года, с. Бражковка ныне Изюмского района Харьковской области — 10 мая 1989 года) — участник Великой Отечественной войны, полный кавалер Ордена Славы (1945).

## Биография
Родился 8 декабря 1924 года в селе Бражковка ныне Изюмского района Харьковской области в крестьянской семье. В 1941 году окончил Изюмское педагогическое училище.
В 1942 году был призван в РККА.
31 января 1944 года гвардии старший сержант Мороз, будучи командиром расчёта 45-мм пушки 170-го гвардейского стрелкового полка 57-й гвардейской стрелковой дивизии 8-й гвардейской армии 3-го Украинского фронта, командуя бойцами, в бою к северу от Никополя прямой наводкой подбил танк, 5 автомашин и уничтожил до 10 вражеских солдат. 23 февраля 1944 года награждён орденом Славы 3 степени.
С 8 по 10 августа 1944 года в районе к северо-востоку от города Радом при отражении вражеских контратак вывел из строя более отделения вражеских солдат, подбил штурмовое орудие и подавил 6 пулемётов. 7 сентября 1944 года награждён орденом Славы 2 степени.
5 февраля 1945 года в районе населённого пункта Маншнов из орудия поджёг 2 вражеских танка. Указом Президиума Верховного Совета СССР от 31 мая 1945 года награждён орденом Славы 1 степени, став полным кавалером ордена Славы.
В 1947 году демобилизован. После демобилизации работал учителем, в 1957 года окончил Донецкий педагогический институт, был директором восьмилетней школы в селе Малиновка Славянского района Донецкой области.
Умер 10 мая 1989 года.

## Награды
- медаль «За отвагу» (20.12.1943)[4]
- орден Славы 3 степени (22.2.1944)[1]
- орден Славы 2 степени (7.9.1944)[2]
- орден Славы 1 степени (31.5.1945)[3]
- орден Отечественной войны 1 степени (11.3.1985)[5]